# میگن نای

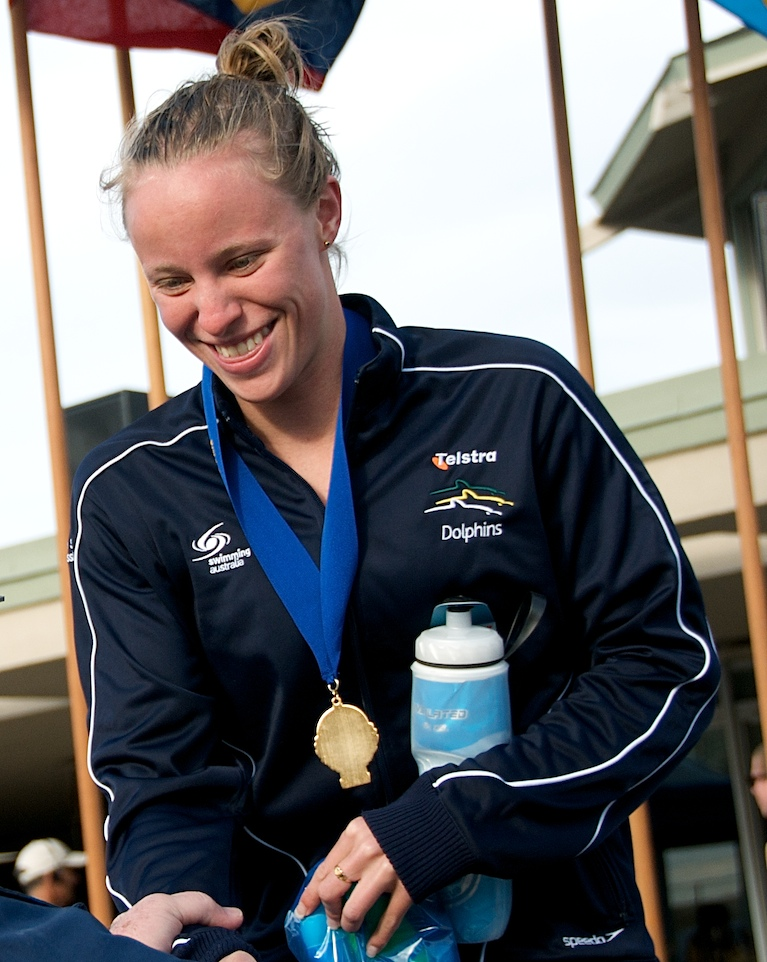
میگن نای - ۲۰۰۹

میگن نای (به انگلیسی: Meagen Nay) (زادهٔ ۵ اکتبر ۱۹۸۸) شناگر اهل استرالیا است.